# Elatostema tenuicaudatum
Elatostema tenuicaudatum är en nässelväxtart som beskrevs av Wen Tsai Wang. Elatostema tenuicaudatum ingår i släktet Elatostema och familjen nässelväxter. Utöver nominatformen finns också underarten E. t. lasiocladum.